# 丹尼丝·斯潘塞
丹尼丝·斯潘塞（英語：Denise Spencer，1929年9月9日—1998年9月6日），澳大利亚女子游泳运动员。她曾代表澳大利亚参加1950年大英帝国运动会游泳比赛，获得女子440码自由泳接力金牌。